# Joey Burns
Pour les articles homonymes, voir Burns.
Joey Burns, né à Montréal (Canada) le 10 décembre 1968, est un chanteur et guitariste américain, cofondateur avec John Convertino du groupe de rock Calexico établi à Tucson, dans l'État d'Arizona.